# Ernest Breiter
Ernest Teodor Breiter (22 października 1865 w Dawidowie, zm. 18 listopada 1935 w Wiedniu) – polski publicysta, niezależny socjalista, poseł do austriackiej Rady Państwa (1901-1918) członek Ukraińskiej Rady Narodowej Zachodnioukraińskiej Republiki Ludowej (1918-1919)
Syn przedsiębiorcy robót kolejowych Wacława Breitera. Ukończył gimnazjum  im. Franciszka Józefa we Lwowie (1876-1882), a następnie odbył studia filozoficzno-historyczne na uniwersytetach we Lwowie (1886-1888), Wrocławiu, Berlinie (1888-1889), Wiedniu (1889) i Krakowie (1889-1890) nie uzyskując dyplomu. Przewodniczący Wydziału Czytelni Akademickiej we Lwowie w 1888. Następnie w latach 1889-1890 działał w Krakowie, gdzie był jednym z przywódców studenckiej grupy "Ognisko", od 1890 był prezesem krakowskiej Czytelni Akademickiej.
W 1895 założył a następnie redagował czasopismo „Monitor” we Lwowie, w którym występował jako obrońca pokrzywdzonych i cenzor moralności publicznej. Piętnował w nim nadużycia władz i osób prywatnych. Zyskał tym zyskał sobie dużą popularność wśród części ludności Lwowa i gmin podmiejskich. Na jej fali zdobył mandat poselski do parlamentu austriackiego X kadencji (31 stycznia 1901 – 30 stycznia 1907) w kurii V (powszechnej) w okręgu nr 1 (Lwów), a następnie po wprowadzeniu wyborów powszechnych uzyskał mandat do austriackiej Rady Państwa XI kadencji (17 lutego 1907 – 30 marca 1911)  i XII kadencji (17 lipca 1911 – 28 października 1918) z okręgu wyborczego 2 (Lwów). W parlamencie był najpierw członkiem Klubu Ruskiego a następnie działał od 1905 jako niezrzeszony niezależny socjalista). W trakcie pełnienia tej funkcji poddawał stosunki w Galicji i postępowanie władz krajowych namiętnej krytyce. Zwalczał Koło Polskie, dał się poznać jako anarchizujący radykał, wykazywał wiele umiejętności w skomplikowanych przetargach politycznych. Zgłaszał liczne interpelacje, zwłaszcza w latach 1901-1902 i 1905, bronił chłopów i robotników rolnych wschodniej Galicji.Był przedmiotem licznych awantur, skarg, tudzież wyroków sądowych, o ile mu nietykalność poselska nie zapewniała bezkarności. Zarzucano mu też publicznie, przytaczając dowody, uprawianie szantażu oraz przejaskrawianie faktów czy ich fałszowanie. Nie należał do żadnej partii politycznej, lecz określał się jako "niezależny socjalista". Z przewódcami Polskiej Partii Socjaldemokratycznej m.in. z Ignacym Daszyńskim miał ostre starcia. Mimo to do końca swej działalności poselskiej cieszył się popularnością w niektórych ośrodkach robotniczych we wschodniej Galicji.
Po wybuchu I wojny światowej w 1915 został wywieziony jako zakładnik przez Rosjan do Kijowa. Rozwinął tam szeroką działalność na rzecz pomocy jeńcom austriackim. Po powrocie do Lwowa był w latach 1918–1919 członkiem Ukraińskiej Rady Narodowej ZURL, jak również rządu Zachodnioukraińskiej Republiki Ludowej. Jedyny polski polityk, który poparł niepodległość Zachodnioukraińskiej Republiki Ludowej, w związku z czym po przegranej przez nią wojnie polsko-ukraińskiej udał się na emigrację do Austrii. Współpracownik emigracyjnego rządu Sydora Hołubowycza. Utrzymywał się z działalności handlowej i zmarł w niedostatku. Żonaty z Janiną z Trojanowskich, małżeństwo było bezdzietne.
Był autorem m.in. biografii Władysława Opolczyka.